# Servivensa
Servivensa (acrónimo de Servicios Avensa, S.A.) fue una aerolínea venezolana, subsidiaria de la aerolínea Avensa con sede en el Aeropuerto Internacional de Maiquetía Simón Bolívar de Caracas. Operó vuelos regulares nacionales entre 1990 y 2003.

## Historia
La línea aérea fue establecida en 1990. Sus operaciones fueron suspendidas temporalmente en mayo de 2003 cuando Avensa accionista mayor de la aerolínea anunció que iba a tierra sus aviones debido a una caída de la demanda de tráfico aéreo

## Flota histórica
La flota Servivensa consistió en las siguientes aeronaves:
| Aeronaves                | Total | Introducido | Retirado | Matrículas |
| ------------------------ | ----- | ----------- | -------- | --- |
| Beechcraft C90 King Air  | 4     | 1988        | 2000     | YV-T-ADF (re-reg. YV-818P y YV-465CP), YV-158CP, YV-467CP y YV-516CP                                                          |
| Boeing 727-100           | 3     | 1989        | 2001     | YV-763C, YV-765C y YV-845C,                                                                                                   |
| Boeing 727-200           | 7     | 1991        | 2003     | YV-608C, YV-92C, YV-843C, YV-768C, YV-762C, YV-823C y YV-822C (re-reg. YV-844C)                                               |
| Boeing 737-200           | 2     | 1997        | 2002     | YV-79C, YV-74C |
| Boeing 757-200           | 1     | 1994        | 1994     | YV-78C |
| Douglas DC-3/C-47        | 7     | 1990        | 2002     | YV-611C, YV-822C, YV-610C, YV-761C, YV-769C, YV-147C y YV-609C                                                                |
| Embraer EMB 120 Brasilia | 1     | 2002        | 2003     | YV-100C |
| McDonnell Douglas DC-9   | 14    | 1990        | 2000     | YV-612C, YV-815C, YV-817C, YV-760C, YV-613C, YV-614C, YV-816C, YV-770C, YV-764C, YV-818C, YV-819C, YV-766C, YV-820C y YV-767C |

## Accidentes e Incidentes
- El 17 de diciembre de 1994, un Douglas C-47A, siglas YV-761-C se estrella en aproximación al Aeropuerto de Canaima, en el Cerro Haicha, matando a 7 de las nueve personas a bordo.[1]
- El 2 de octubre de 1998, un Douglas DC-3C siglas YV-611C se estrelló en la aproximación al Aeropuerto de Canaima. La aeronave había estado en un vuelo de turismo local para ver el Salto Ángel. Una de las 25 personas a bordo murió en este accidente.[2]